# 姜孟卿
姜孟卿（강맹경、永楽8年2月22日（1410年3月27日） - 天順5年4月17日（1461年5月26日））は朝鮮の文臣。字は子章、諡号は文景、本貫は晋州姜氏。
知昌寧県事姜友徳と知甫州事李恵の娘李氏の間に生まれた。1426年、進士試に合格、1429年に文科に合格して舎人、知承文院事、執義を務めた。1451年、右副承旨に任命され、翌年都承旨となった。1453年、吏曹参判、さらに芸文館提学、議政府右参賛等を務めた。癸酉靖難では、世祖の政権奪取に貢献し、佐翼功臣2位晋山府院君に封じられた。1456年、左賛成に任命され、翌年には右議政、その翌年には左議政、1459年には領議政となった。弁論、学問に優れ、黄喜の下にある時非常に嘱望を受けたと言う。死後、申叔舟が碑銘を作った。

## 家族
- 曽祖父 : 姜蓍
  - 外祖父 : 李恵
  - 祖父 : 姜淮伯
    - 叔父 : 姜進徳
    - 父 : 姜友徳
      - 妻 : 尹氏
        - 長男 : 姜允範
          - 孫娘 : 南暿に出嫁
          - 孫娘 : 朴寿長に出嫁

        - 長女 : 鄭継禹に出嫁

    - 舅 : 尹須弥
      - 義兄弟 : 尹慈
      - 義兄弟 : 尹恕
      - 義兄弟 : 尹慜
      - 義兄弟 : 尹慈

### ドラマ
- 《インス大妃》 (JTBC、2011年~2012年 演:チェ・ホンイル)

## 参考サイト
- 한국역대인물